# A Ferencvárosi TC 1943–1944-es szezonja
A Ferencvárosi TC 1943–1944-es szezonja szócikk a Ferencvárosi TC első számú férfi labdarúgócsapatának egy szezonjáról szól, mely összességében és sorozatban is a 41. idénye volt a csapatnak a magyar első osztályban. A klub fennállásának ekkor volt a 45. évfordulója.

## Mérkőzések
| Színmagyarázat | Színmagyarázat |
| -------------- | -------------- |
|                | Győzelem.      |
|                | Döntetlen.     |
|                | Vereség.       |

### NB 1 1943–44

#### Őszi fordulók
| 1. forduló 1943. augusztus 22. |

| Ferencváros          | 5 – 2               | Vasas |
| -------------------- | ------------------- | ----- |
| Onódi II Lukács Kiss | (2 – 1) Jegyzőkönyv |       |

| Üllői út, Budapest |

| 2. forduló 1943. szeptember 5. |

| Ferencváros    | 4 – 0       | Debreceni VSC |
| -------------- | ----------- | ------------- |
| Lakat Sárosi I | Jegyzőkönyv |               |

| Üllői út, Budapest |

| 3. forduló 1943. szeptember 26. |

| Ferencváros | 2 – 3       | Gamma FC |
| ----------- | ----------- | -------- |
| Sárosi III  | Jegyzőkönyv |          |

| Üllői út, Budapest |

| 4. forduló 1943. október 3. |

| Kispesti AC | 4 – 3       | Ferencváros |
| ----------- | ----------- | ----------- |
|             | Jegyzőkönyv | Sárosi III  |

| Budapest |

| 5. forduló 1943. október 10. |

| Ferencváros | 1 – 0       | Diósgyőri MÁVAG |
| ----------- | ----------- | --------------- |
| Sárosi III  | Jegyzőkönyv |                 |

| Üllői út, Budapest |

| 6. forduló 1943. október 17. |

| Kolozsvári AC | 2 – 1       | Ferencváros |
| ------------- | ----------- | ----------- |
|               | Jegyzőkönyv | Sipos       |

| Kolozsvár |

| 7. forduló 1943. október 24. |

| Újvidéki AC | 0 – 0               | Ferencváros |
| ----------- | ------------------- | ----------- |
|             | (0 – 0) Jegyzőkönyv |             |

| Újvidék |

| 8. forduló 1943. november 1. |

| Ferencváros     | 5 – 0               | Elektromos FC |
| --------------- | ------------------- | ------------- |
| Polgár Sárosi I | (3 – 0) Jegyzőkönyv |               |

| Üllői út, Budapest |

| 9. forduló 1943. november 14. |

| Újpest | 2 – 1       | Ferencváros |
| ------ | ----------- | ----------- |
|        | Jegyzőkönyv | Sárosi III  |

| Megyeri út, Újpest |

| 10. forduló 1943. november 21. |

| Ferencváros                    | 5 – 2               | Salgótarjáni BTC |
| ------------------------------ | ------------------- | ---------------- |
| Lukács Sárosi III Polgár Sipos | (3 – 0) Jegyzőkönyv |                  |

| Üllői út, Budapest |

| 11. forduló 1943. november 28. |

| Tisza Szegedi VSE | 1 – 0               | Ferencváros |
| ----------------- | ------------------- | ----------- |
|                   | (1 – 0) Jegyzőkönyv |             |

| Szeged |

| 12. forduló 1943. december 5. |

| Ferencváros                | 4 – 1       | BSzKRt SE |
| -------------------------- | ----------- | --------- |
| Polgár Sárosi I Sárosi III | Jegyzőkönyv |           |

| Üllői út, Budapest |

| 13. forduló 1943. december 8. |

| Ferencváros | 1 – 0       | Nagyváradi AC |
| ----------- | ----------- | ------------- |
| Polgár      | Jegyzőkönyv |               |

| Üllői út, Budapest |

| 14. forduló 1943. december 19. |

| Csepel SC | 4 – 3       | Ferencváros           |
| --------- | ----------- | --------------------- |
|           | Jegyzőkönyv | Finta Sárosi III Nagy |

| Béke téri stadion, Csepel |

- Elhalasztott mérkőzés.

| 15. forduló 1943. december 12. |

| Szolnoki MÁV       | 1 – 0               | Ferencváros |
| ------------------ | ------------------- | ----------- |
| Korom 17' Nagy 72′ | (1 – 0) Jegyzőkönyv |             |

| Szolnok Nézőszám: 3 500 Játékvezető: Emődi Rezső (magyar) |

#### Tavaszi fordulók
| 16. forduló 1944. február 27. |

| Elektromos FC      | 2 – 3               | Ferencváros                          |
| ------------------ | ------------------- | ------------------------------------ |
| Füzi 13' Dobos 64' | (1 – 2) Jegyzőkönyv | Onódi II 29' Nagy III 36' Lukács 80' |

| Budapest Nézőszám: 17 000 Játékvezető: Horváth János (magyar) |

| 17. forduló 1944. március 5. |

| Ferencváros                    | 3 – 0               | Kolozsvári AC |
| ------------------------------ | ------------------- | ------------- |
| Hernádi 32' 72' Sárosi III 89' | (1 – 0) Jegyzőkönyv |               |

| Üllői út, Budapest Nézőszám: 15 000 Játékvezető: Kiss M. Ernő (magyar) |

| 18. forduló 1944. március 12. |

| Diósgyőri MÁVAG | 1 – 2               | Ferencváros              |
| --------------- | ------------------- | ------------------------ |
| Csepregi 3'     | (1 – 1) Jegyzőkönyv | Hernádi 28' Sárosi I 54' |

| Miskolc Nézőszám: 10 000 Játékvezető: Ujvári Antal (magyar) |

| 19. forduló 1944. március 19. |

| Ferencváros             | 2 – 2               | Kispesti AC   |
| ----------------------- | ------------------- | ------------- |
| Lukács 31' Sárosi I 61' | (1 – 2) Jegyzőkönyv | Puskás 7' 38' |

| Üllői út, Budapest Nézőszám: 12 000 Játékvezető: Lantos Gusztáv (magyar) |

| 20. forduló 1944. március 26. |

| Ferencváros               | 2 – 1               | Újpest         |
| ------------------------- | ------------------- | -------------- |
| Onódi II 35' Sárosi I 44' | (2 – 0) Jegyzőkönyv | Nagymarosi 84' |

| Üllői út, Budapest Nézőszám: 22 000 Játékvezető: Palásti Ferenc (magyar) |

| 21. forduló 1944. április 2. |

| Gamma FC  | 0 – 1               | Ferencváros    |
| --------- | ------------------- | -------------- |
| Híres 83′ | (0 – 0) Jegyzőkönyv | Sárosi III 81' |

| Hungária körút, Budapest Nézőszám: 30 000 Játékvezető: Emődi Rezső (magyar) |

| 22. forduló 1944. április 9. |

| Ferencváros       | 1 – 1               | Újvidéki AC |
| ----------------- | ------------------- | ----------- |
| Szabó 48' (öngól) | (0 – 0) Jegyzőkönyv | Gömöri 85'  |

| Üllői út, Budapest Nézőszám: 6 000 Játékvezető: Pusztai József (magyar) |

| 23. forduló 1944. április 16. |

| Debreceni VSC | 1 – 0               | Ferencváros |
| ------------- | ------------------- | ----------- |
| Sidlik 58'    | (0 – 0) Jegyzőkönyv |             |

| Debrecen Nézőszám: 4 000 Játékvezető: Kőhalmi Ferenc (magyar) |

| 24. forduló 1944. április 23. |

| Salgótarjáni BTC | 2 – 3               | Ferencváros              |
| ---------------- | ------------------- | ------------------------ |
| Trenka 69' 85'   | (0 – 1) Jegyzőkönyv | Gyulai 33' Pesti 52' 67' |

| Salgótarján Nézőszám: 3 000 Játékvezető: Kiss M. Ernő (magyar) |

| 25. forduló 1944. április 30. |

| Ferencváros | 1 – 2               | Csepel SC                |
| ----------- | ------------------- | ------------------------ |
| Gyetvai 68' | (0 – 1) Jegyzőkönyv | Pintér 30' Marosvári 56' |

| Üllői út, Budapest Nézőszám: 10 000 Játékvezető: Pusztai József (magyar) |

| 26. forduló 1944. május 7. |

| Vasas                        | 3 – 5               | Ferencváros                                        |
| ---------------------------- | ------------------- | -------------------------------------------------- |
| Tóth 6' Pósa 76' Kiszely 80' | (1 – 2) Jegyzőkönyv | Onódi II 13' 58' 84' Gyetvai 21' Nádas 68' (öngól) |

| Budapest Nézőszám: 16 000 Játékvezető: Endrődy János (magyar) |

| 27. forduló 1944. május 14. |

| Ferencváros                                                    | 6 – 0               | Szolnoki MÁV |
| -------------------------------------------------------------- | ------------------- | ------------ |
| Hernádi 2' Sárosi I 26' Gyetvai 28' 76' Sipos 43' Onódi II 68' | (4 – 0) Jegyzőkönyv |              |

| Üllői út, Budapest Nézőszám: 12 000 Játékvezető: Székely Árpád (magyar) |

| 28. forduló 1944. május 21. |

| Nagyváradi AC                                                       | 5 – 1               | Ferencváros |
| ------------------------------------------------------------------- | ------------------- | ----------- |
| Spielmann 52' Rudas 57' (öngól) Bodola 63' Stibinger 79' Lóránt 86' | (0 – 0) Jegyzőkönyv | Tátrai 76'  |

| Nagyvárad Nézőszám: 10 000 Játékvezető: Kiss M. Ernő (magyar) |

| 29. forduló 1944. május 28. |

| BSzKRt SE                          | 3 – 3               | Ferencváros                       |
| ---------------------------------- | ------------------- | --------------------------------- |
| Jakab 28' Tánczos 56' Mészáros 68' | (1 – 1) Jegyzőkönyv | Sárosi I 35' Lukács 66' Pesti 80' |

| Sport utcai stadion, Budapest Nézőszám: 7 000 Játékvezető: Rónai Kálmán (magyar) |

| 30. forduló 1944. június 4. |

| Ferencváros                       | 3 – 1               | Tisza Szegedi VSE |
| --------------------------------- | ------------------- | ----------------- |
| Sárosi I 22' Pesti 78' Lukács 81' | (1 – 0) Jegyzőkönyv | Fábián 55'        |

| Üllői út, Budapest Nézőszám: 5 000 Játékvezető: Horváth János (magyar) |

#### A végeredmény
|    | Csapat                   | Játszott | Gy | D  | V  | L  | K   | GK  | Pont |
| -- | ------------------------ | -------- | -- | -- | -- | -- | --- | --- | ---- |
| 1  | Nagyváradi AC            | 30       | 24 | 1  | 5  | 78 | 36  | +63 | 49   |
| 2  | Ferencváros              | 30       | 16 | 4  | 10 | 71 | 46  | +25 | 36   |
| 3  | Kolozsvár AC             | 30       | 15 | 6  | 9  | 54 | 45  | +9  | 36   |
| 4  | Gamma FC                 | 30       | 14 | 7  | 9  | 53 | 40  | +13 | 35   |
| 5  | Újpest                   | 30       | 13 | 7  | 10 | 92 | 59  | +33 | 33   |
| 6  | Újvidéki AC              | 30       | 12 | 7  | 11 | 68 | 58  | +10 | 31   |
| 7  | Salgótarjáni BTC         | 30       | 13 | 4  | 13 | 71 | 60  | +11 | 30   |
| 8  | Szolnok                  | 30       | 13 | 4  | 13 | 59 | 58  | +1  | 30   |
| 9  | Csepeli Weisz Manfréd FC | 30       | 12 | 5  | 13 | 63 | 66  | -3  | 29   |
| 10 | Kispest                  | 30       | 11 | 6  | 13 | 66 | 64  | +2  | 28   |
| 11 | Diósgyőri MÁVAG          | 30       | 11 | 6  | 13 | 49 | 59  | -10 | 28   |
| 12 | Debreceni VSC            | 30       | 10 | 8  | 12 | 48 | 70  | -22 | 28   |
| 13 | Kinizsi Vasas            | 30       | 8  | 11 | 11 | 54 | 61  | -7  | 27   |
| 14 | Tisza Szegedi VSE        | 30       | 9  | 6  | 15 | 53 | 68  | -15 | 24   |
| 15 | Elektromos FC            | 30       | 9  | 2  | 19 | 60 | 97  | -37 | 20   |
| 16 | BSzKRt SE                | 30       | 4  | 8  | 18 | 50 | 102 | -52 | 16   |

#### Eredmények összesítése
Az alábbi táblázatban összesítve szerepelnek a Ferencvárosi TC 1943/44-es bajnokságban elért eredményei.
| Ősz/tavasz (forduló)    | Otthon | Otthon | Otthon | Otthon | Otthon | Otthon | Otthon | Idegenben | Idegenben | Idegenben | Idegenben | Idegenben | Idegenben | Idegenben |
| Ősz/tavasz (forduló)    | M      | GY     | D      | V      | LG–KG  | GK     | P      | M         | GY        | D         | V         | LG–KG     | GK        | P         |
| ----------------------- | ------ | ------ | ------ | ------ | ------ | ------ | ------ | --------- | --------- | --------- | --------- | --------- | --------- | --------- |
| Őszi szezon (1–15.)     | 8      | 7      | 0      | 1      | 27–8   | +19    | 14     | 7         | 0         | 1         | 6         | 8–14      | –6        | 1         |
| Tavaszi szezon (16–30.) | 7      | 4      | 2      | 1      | 18–7   | +11    | 10     | 8         | 5         | 1         | 2         | 18–17     | +1        | 11        |
| Összesen (1–30.)        | 15     | 11     | 2      | 2      | 45–15  | +30    | 24     | 15        | 5         | 2         | 8         | 26–31     | –5        | 12        |

### Magyar kupa
| 1944. február 20. |

| URAK | 2 – 6       | Ferencváros                   |
| ---- | ----------- | ----------------------------- |
|      | Jegyzőkönyv | Onódi II Gyetvai Lukács Lakat |

|  |

| 1944. május 18. |

| Ferencváros                     | 5 – 2       | Debreceni VSC |
| ------------------------------- | ----------- | ------------- |
| Pesti Sárosi III Sipos Sárosi I | Jegyzőkönyv |               |

| Üllői út, Budapest |

| 1944. június 8. |

| Diósgyőri MÁVAG | 0 – 1       | Ferencváros |
| --------------- | ----------- | ----------- |
|                 | Jegyzőkönyv | Sárosi III  |

| Miskolc |

Elődöntő
| 1944. június 18. |

| Ferencváros              | 5 – 2               | Újpest |
| ------------------------ | ------------------- | ------ |
| Onódi II Lukács Sárosi I | (2 – 0) Jegyzőkönyv |        |

| Üllői út, Budapest |

Döntő
| 1944. június 25. |

| Ferencváros | 2 – 2               | Kolozsvári AC |
| ----------- | ------------------- | ------------- |
| Onódi II    | (1 – 0) Jegyzőkönyv |               |

| Hungária körút, Budapest Nézőszám: 28 000 Játékvezető: Székely Árpád (magyar) |

Megismételt döntő
| 1944. július 2. |

| Ferencváros    | 3 – 1               | Kolozsvári AC |
| -------------- | ------------------- | ------------- |
| Sipos Sárosi I | (0 – 1) Jegyzőkönyv |               |

| Kolozsvár Nézőszám: 10 000 Játékvezető: Székely Árpád (magyar) |

### NB 1 1944–45
4 forduló után félbeszakadt.
| 1. forduló 1944. augusztus 27. |

| Debreceni VSC          | 2 – 1               | Ferencváros  |
| ---------------------- | ------------------- | ------------ |
| Kádas 14' Szilágyi 79' | (1 – 1) Jegyzőkönyv | Onódi II 34' |

| Debrecen Nézőszám: 6 000 Játékvezető: Lázár Ferenc (magyar) |

| 2. forduló 1944. szeptember 3. |

| Ferencváros                                   | 5 – 0               | Ungvári AC |
| --------------------------------------------- | ------------------- | ---------- |
| Onódi II 4' 50' Sipos 9' Rudas 27' Gyulai 86' | (3 – 0) Jegyzőkönyv |            |

| Ungvár Nézőszám: 5 000 Játékvezető: Virágh Ferenc (magyar) |

| 3. forduló 1944. szeptember 10. |

| Ferencváros                 | 4 – 1       | Csepel SC |
| --------------------------- | ----------- | --------- |
| Rudas Gyulai Onódi II Sipos | Jegyzőkönyv |           |

| Üllői út, Budapest |

| 4. forduló 1944. szeptember 17. |

| Szegedi AK | 1 – 1               | Ferencváros  |
| ---------- | ------------------- | ------------ |
| Nagy 18'   | (1 – 0) Jegyzőkönyv | Sárosi I 81' |

| Szeged Nézőszám: 4 000 Játékvezető: Ujvári Antal (magyar) |

#### A végeredmény
| #  | Csapat           | J | Gy | D | V | Rg | Kg | Gk  | P |
| -- | ---------------- | - | -- | - | - | -- | -- | --- | - |
| 1  | Szentlőrinci AC  | 3 | 3  | 0 | 0 | 13 | 5  | +8  | 6 |
| 2  | Nagyváradi AC    | 3 | 2  | 1 | 0 | 6  | 3  | +3  | 5 |
| 3  | Salgótarjáni BTC | 4 | 2  | 1 | 1 | 7  | 5  | +2  | 5 |
| 4  | Gamma FC         | 3 | 1  | 2 | 0 | 4  | 2  | +2  | 5 |
| 5  | Diósgyőr         | 4 | 2  | 0 | 2 | 7  | 4  | +3  | 4 |
| 6  | Kolozsvár AC     | 3 | 1  | 2 | 0 | 5  | 3  | +2  | 4 |
| 7  | Ferencváros      | 3 | 1  | 1 | 1 | 7  | 3  | +4  | 3 |
| 8  | Szegedi AK       | 4 | 1  | 1 | 2 | 8  | 7  | +1  | 3 |
| 9  | Kispest          | 2 | 1  | 0 | 1 | 7  | 2  | +5  | 2 |
| 10 | Újpest           | 1 | 1  | 0 | 0 | 3  | 2  | +1  | 2 |
| 11 | Debrecen         | 3 | 1  | 0 | 2 | 4  | 7  | -3  | 2 |
| 12 | Újvidéki AC      | 2 | 1  | 0 | 1 | 3  | 9  | -6  | 2 |
| 13 | Csepel           | 1 | 0  | 1 | 0 | 1  | 1  | 0   | 1 |
| 14 | MÁVAG            | 2 | 0  | 1 | 1 | 1  | 5  | -4  | 1 |
| 15 | Szolnok          | 3 | 0  | 0 | 3 | 4  | 12 | -8  | 0 |
| 16 | Ungvári AC       | 3 | 0  | 0 | 3 | 3  | 13 | -10 | 0 |

### 1944-es hadibajnokság
| 1. forduló 1944. december 3. |

| Ferencváros                                       | 5 – 0               | Ganz MÁVAG SE |
| ------------------------------------------------- | ------------------- | ------------- |
| Sárosi I 10' Rudas 28' Tihanyi 55' 58' Gyulai 86' | (2 – 0) Jegyzőkönyv |               |

| Üllői út, Budapest Nézőszám: 6 000 Játékvezető: Gombkötő István (magyar) |

- Elhalasztott mérkőzés.

| 2. forduló 1944. október 1. |

| Gamma FC | 0 – 5               | Ferencváros                               |
| -------- | ------------------- | ----------------------------------------- |
|          | (0 – 0) Jegyzőkönyv | Sárosi I 47' 66' 87' Lukács 63' Rudas 74' |

| Hungária körút, Budapest Nézőszám: 12 000 Játékvezető: Dankó György (magyar) |

- Elhalasztott mérkőzés.

| 3. forduló 1944. október 8. |

| Ferencváros                                              | 6 – 2       | Nemzeti Vasas        |
| -------------------------------------------------------- | ----------- | -------------------- |
| Samu 3' (öngól) Rudas 10' Sárosi I 39' 48' 87' Sipos 70' | Jegyzőkönyv | Simatoc 6' Budai 42' |

| Üllői út, Budapest Nézőszám: 16 000 Játékvezető: Ujvári Ferenc (magyar) |

- Elhalasztott mérkőzés.

| 4. forduló 1944. október 29. |

| Ferencváros  | 1 – 1               | Újpest     |
| ------------ | ------------------- | ---------- |
| Sárosi I 65' | (0 – 1) Jegyzőkönyv | Várnai 23' |

| Üllői út, Budapest Nézőszám: 16 000 Játékvezető: Dankó György (magyar) |

- Elhalasztott mérkőzés. Félbeszakadt a második félidőben.

| 5. forduló 1944. december 17. |

| Budapesti MÁVAG                    | 2 – 1               | Ferencváros                   |
| ---------------------------------- | ------------------- | ----------------------------- |
| Palatinus 26' Hárai 59' Bozsur 38′ | (1 – 0) Jegyzőkönyv | Kéri 86' Sipos 38′ Tátrai 84′ |

| Sport utcai stadion, Budapest Nézőszám: 8 000 Játékvezető: Rudas István (magyar) |

- Elhalasztott mérkőzés.

| 6. forduló 1944. szeptember 10. |

| Ferencváros                                 | 4 – 1   | Csepel SC     |
| ------------------------------------------- | ------- | ------------- |
| Rudas 38' Onódi II 42' Sipos 49' Gyulai 73' | (2 – 0) | Marosvári 89' |

| Üllői út, Budapest Nézőszám: 15 000 Játékvezető: Lantos Gusztáv (magyar) |

| 7. forduló 1944. szeptember 24. |

| Ferencváros                                 | 4 – 3               | Kispesti AC      |
| ------------------------------------------- | ------------------- | ---------------- |
| Sárosi I 5' Lukács 49' Gyulai 57' Sipos 90' | (1 – 3) Jegyzőkönyv | Nemes 8' 10' 43' |

| Üllői út, Budapest Nézőszám: 15 000 Játékvezető: K. Nagy Pál (magyar) |

| 8. forduló 1944. november 19. |

| Szentlőrinci AC | 0 – 6               | Ferencváros                                          |
| --------------- | ------------------- | ---------------------------------------------------- |
|                 | (0 – 0) Jegyzőkönyv | Lukács 51' 58' Gyulai 63' Sipos 69' Onódi II 72' 82' |

| Hungária körút, Budapest Nézőszám: 5 000 Játékvezető: Szilágyi Béla (magyar) |

- Elhalasztott mérkőzés.

| 9. forduló 1944. november 26. |

| Ferencváros                | 3 – 1               | Elektromos SC |
| -------------------------- | ------------------- | ------------- |
| Gyulai 7' 60' Sárosi I 54' | (1 – 0) Jegyzőkönyv | Zlonszky 62'  |

| Üllői út, Budapest Nézőszám: 8 000 Játékvezető: Lázár Ferenc (magyar) |

- Elhalasztott mérkőzés.

| 10. forduló 1944. december 10. |

| BSzKRt SE | 0 – 4               | Ferencváros                         |
| --------- | ------------------- | ----------------------------------- |
|           | (0 – 0) Jegyzőkönyv | Sárosi I 57' 73' 86' Sárosi III 84' |

| Sport utcai stadion, Budapest Nézőszám: 3 600 Játékvezető: K. Nagy Pál (magyar) |

- Elhalasztott mérkőzés.

| 11. forduló 1944. november 5. |

| Ferencváros                                                        | 5 – 1               | Zugló FC    |
| ------------------------------------------------------------------ | ------------------- | ----------- |
| Rudas 52' Lukács 70' Cserna 73' (öngól) Sárosi III 75' Kiss II 83' | (0 – 1) Jegyzőkönyv | Csengődi 5' |

| Üllői út, Budapest Nézőszám: 2 000 Játékvezető: Galambos János (magyar) |

#### A hadibajnokság végeredménye
| #  | Csapat          | J  | Gy | D | V | Rg | Kg | Gk  | P  |
| -- | --------------- | -- | -- | - | - | -- | -- | --- | -- |
| 1  | Ferencváros     | 11 | 9  | 1 | 1 | 44 | 11 | +33 | 19 |
| 2  | Újpest          | 11 | 9  | 1 | 1 | 39 | 17 | +22 | 19 |
| 3  | Csepel SC       | 11 | 7  | 0 | 4 | 32 | 28 | +4  | 14 |
| 4  | Gamma FC        | 11 | 5  | 2 | 4 | 24 | 18 | +6  | 12 |
| 5  | Vasas           | 11 | 5  | 1 | 5 | 21 | 20 | +1  | 11 |
| 6  | Budapesti MÁVAG | 11 | 5  | 1 | 5 | 24 | 30 | -6  | 11 |
| 7  | Zuglói SE       | 11 | 5  | 1 | 5 | 28 | 36 | -8  | 11 |
| 8  | Elektromos SC   | 11 | 5  | 0 | 6 | 28 | 24 | +4  | 10 |
| 9  | Ganz            | 11 | 4  | 2 | 5 | 26 | 25 | +1  | 10 |
| 10 | Kispest         | 11 | 3  | 0 | 8 | 27 | 33 | -6  | 6  |
| 11 | BSzKRt SE       | 11 | 3  | 0 | 8 | 14 | 31 | -17 | 6  |
| 12 | Szentlőrinci AC | 11 | 1  | 1 | 9 | 9  | 43 | -34 | 3  |

### Egyéb mérkőzések
| 1943. augusztus 7. |

| Törekvés SC | 1 – 5               | Ferencváros                        |
| ----------- | ------------------- | ---------------------------------- |
|             | (1 – 3) Jegyzőkönyv | Onódi II Sárosi I Sárosi III Sipos |

| Budapest |

| 1943. augusztus 14. |

| Gamma FC | 0 – 4       | Ferencváros            |
| -------- | ----------- | ---------------------- |
|          | Jegyzőkönyv | Kiss Onódi II Sárosi I |

| Budapest |

| 1943. augusztus 19. |

| Újpest | 2 – 1       | Ferencváros |
| ------ | ----------- | ----------- |
|        | Jegyzőkönyv | Sárosi III  |

| Budapest |

| 1943. augusztus 29. |

| HAŠK Zagreb | 4 – 2       | Ferencváros     |
| ----------- | ----------- | --------------- |
|             | Jegyzőkönyv | Sárosi III Nagy |

| Zágráb |

| 1943. december 25. |

| Ferencváros                    | 5 – 3               | Floridsdorfer AC |
| ------------------------------ | ------------------- | ---------------- |
| Sárosi I Sárosi III Lukács ög' | (2 – 2) Jegyzőkönyv |                  |

| Üllői út, Budapest |

| 1943. december 26. |

| Ferencváros                              | 6 – 1               | HAŠK Zagreb |
| ---------------------------------------- | ------------------- | ----------- |
| Sárosi I Sárosi III Lukács Sipos Hernádi | (3 – 1) Jegyzőkönyv |             |

| Üllői út, Budapest |

| 1944. augusztus 13. |

| Ferencváros | 2 – 1       | Csepel SC |
| ----------- | ----------- | --------- |
| Sárosi I    | Jegyzőkönyv |           |

| Üllői út, Budapest |

| 1944. augusztus 16. |

| Ferencváros             | 6 – 1       | Újpest |
| ----------------------- | ----------- | ------ |
| Onódi II Sárosi I Pesti | Jegyzőkönyv |        |

| Üllői út, Budapest |

| 1944. augusztus 19. |

| Ferencváros    | 2 – 3       | Kispesti AC |
| -------------- | ----------- | ----------- |
| Onódi II Rudas | Jegyzőkönyv |             |

| Üllői út, Budapest |

## Külső hivatkozások
- A csapat hivatalos honlapja (magyarul)
- Az 1943–1944-es szezon menetrendje a tempofradi.hu-n (magyarul)
- Az 1944-es szezon menetrendje a tempofradi.hu-n (magyarul)